# Francisco de Tuttavilla, Duque de San Germán
Francisco de Tuttavila y del Tufo (1604 - Madrid, 30 de Janeiro de 1679), Duque de San Germán, foi um nobre e militar napolitano ao serviço do Reino de Espanha. Serviu como Governador das Armas da Estremadura Espanhola durante a Guerra da Restauração (1640-1668). Foi Vice-Rei de Navarra entre Abril de 1664 e Fevereiro de 1668, Vice-Rei da Sardenha de Dezembro de 1668 a Janeiro de 1673 e Vice-Rei da Catalunha de Agosto de 1673 a Outubro de 1675. Membro dos Conselhos de Itália e da Guerra no reinado de Filipe IV de Espanha e ainda do Conselho de Estado de Carlos II de Espanha.